# Панасюк, Владимир Харитонович
Владимир Харитонович Панасюк (1913—1945) — майор Рабоче-крестьянской Красной Армии, участник Великой Отечественной войны, Герой Советского Союза (1945).

## Биография
Владимир Панасюк родился 15 июля 1913 года в селе Слюсарево Савранской волости Балтского уезда Подольской губернии (ныне — Савранский район Одесской области Украины). После окончания сельхозтехникума работал зоотехником. В 1938 году Панасюк был призван на службу в Рабоче-крестьянскую Красную Армию. В том же году он окончил курсы младших лейтенантов и был уволен в запас. В 1941 году Панасюк повторно был призван в армию. С того же года — на фронтах Великой Отечественной войны.
К январю 1945 года майор Владимир Панасюк командовал батальоном 280-го стрелкового полка 185-й стрелковой дивизии 47-й армии 1-го Белорусского фронта. Отличился во время освобождения Польши. 15 января 1945 года батальон Панасюка успешно прорвал немецкую оборону в районе посёлка Легьоново и переправился через Вислу, захватив плацдарм на её западном берегу. Лично участвовал в боях, уничтожив 4 вражеских солдат и ещё 1 взяв в плен. 19 января 1945 года батальон Панасюка нанёс противнику большие потери в бою у посёлка Александрув (uk:Александрув (гміна Жихлін)), в 27 километрах к северо-западу от города Лович. 26 февраля 1945 года Панасюк погиб в бою. Похоронен к юго-западу от населённого пункта Ной-Меллентин (uk:Меленцинек) в 10 километрах к югу от города Пыжице (Поморье).
Указом Президиума Верховного Совета СССР от 6 апреля 1945 года майор Владимир Панасюк посмертно был удостоен высокого звания Героя Советского Союза. Также был награждён орденами Ленина и Красного Знамени.